# Fredede bygninger i Odsherred Kommune
Denne liste over fredede bygninger i Odsherred Kommune viser alle fredede bygninger i Odsherred Kommune, bortset fra kirker. Listen bygger på data fra Kulturarvsstyrelsen.
| Sagsnavn                                            | Komplekstype | Opførelsesår | Adresse                              | Koordinater                                   | Fredningsår (1. fredning) | ID (Link til Kulturarv.dk) | Billede     |
| --------------------------------------------------- | ------------ | ------------ | ------------------------------------ | --------------------------------------------- | ------------------------- | -------------------------- | ----------- |
| Annebergparken                                      |              | 1915         | Annebergparken 1, 4500 Nykøbing Sj   | 55°54′28″N 11°40′04″Ø / 55.90765°N 11.66786°Ø |                           | 306-20738-35               | Upload foto |
| Annebergparken                                      | Bygning      | 1915         | Annebergparken 2, 4500 Nykøbing Sj   | 55°54′28″N 11°40′04″Ø / 55.90782°N 11.66791°Ø |                           | 306-20754-34               | Upload foto |
| Annebergparken                                      |              | 1915         | Annebergparken 26A, 4500 Nykøbing Sj | 55°54′31″N 11°39′37″Ø / 55.90866°N 11.66018°Ø |                           | 306-15826-31               | Upload foto |
| Annebergparken                                      |              | 1915         | Annebergparken 26, 4500 Nykøbing Sj  | 55°54′28″N 11°40′10″Ø / 55.90778°N 11.66941°Ø |                           | 306-15826-62               | Upload foto |
| Annebergparken                                      |              | 1915         | Annebergparken 28A, 4500 Nykøbing Sj | 55°54′33″N 11°39′37″Ø / 55.90913°N 11.66032°Ø |                           | 306-15826-22               | Upload foto |
| Annebergparken                                      |              | 1915         | Annebergparken 28B, 4500 Nykøbing Sj | 55°54′34″N 11°39′37″Ø / 55.90941°N 11.66038°Ø |                           | 306-15826-23               | Upload foto |
| Annebergparken                                      |              | 1915         | Annebergparken 28C, 4500 Nykøbing Sj | 55°54′35″N 11°39′38″Ø / 55.90962°N 11.66046°Ø |                           | 306-15826-24               | Upload foto |
| Annebergparken                                      |              | 1915         | Annebergparken 28D, 4500 Nykøbing Sj | 55°54′36″N 11°39′38″Ø / 55.90990°N 11.66055°Ø |                           | 306-15826-44               | Upload foto |
| Annebergparken                                      |              | 1915         | Annebergparken 35, 4500 Nykøbing Sj  | 55°54′30″N 11°39′34″Ø / 55.90843°N 11.65955°Ø |                           | 306-15826-1                | Upload foto |
| Annebergparken                                      |              | 1915         | Annebergparken 48, 4500 Nykøbing Sj  | 55°54′36″N 11°39′34″Ø / 55.91008°N 11.65949°Ø |                           | 306-15826-26               | Upload foto |
| Annebergparken                                      |              | 1915         | Annebergparken 50, 4500 Nykøbing Sj  | 55°54′34″N 11°39′34″Ø / 55.90942°N 11.65932°Ø |                           | 306-15826-25               | Upload foto |
| Annebergparken                                      |              | 1915         | Annebergparken 52, 4500 Nykøbing Sj  | 55°54′32″N 11°39′33″Ø / 55.90894°N 11.65917°Ø |                           | 306-15826-27               | Upload foto |
| Annebergparken, kapel og kirkegård                  |              | 1915         | Annebergparken 32, 4500 Nykøbing Sj  | 55°54′44″N 11°39′34″Ø / 55.91228°N 11.65955°Ø |                           | 306-39671-54               | Upload foto |
| Den tidl. råd-, ting- og arrestbygning i Nykøbing S |              |              | Holtets Plads 1, 4500 Nykøbing Sj    | 55°55′27″N 11°40′13″Ø / 55.92426°N 11.67019°Ø |                           | 306-11939-1                | Upload foto |
| Det Runde Hus                                       |              | 1956         | Røgerivej 1, 4583 Sjællands Odde     | 55°58′25″N 11°21′35″Ø / 55.97356°N 11.35979°Ø |                           | 306-33699-1                | Upload foto |
| Dragsholm                                           |              | 1200         | Dragsholm Alle 1, 4534 Hørve         | 55°46′16″N 11°23′27″Ø / 55.77124°N 11.39082°Ø |                           | 306-974-6                  | Upload foto |
| Egebjerg Præstegård                                 |              | 1777         | Ved Kirken 6, 4500 Nykøbing Sj       | 55°50′44″N 11°40′55″Ø / 55.84555°N 11.68182°Ø |                           | 306-22116-1                | Upload foto |
| Egebjerg Præstegård                                 |              | 1777         | Ved Kirken 6, 4500 Nykøbing Sj       | 55°50′44″N 11°40′55″Ø / 55.84555°N 11.68182°Ø |                           | 306-22116-2                | Upload foto |
| Egebjerg Præstegård                                 |              | 1777         | Ved Kirken 6, 4500 Nykøbing Sj       | 55°50′44″N 11°40′55″Ø / 55.84555°N 11.68182°Ø |                           | 306-22116-3                | Upload foto |
| Egebjerg Præstegård                                 |              | 1777         | Ved Kirken 6, 4500 Nykøbing Sj       | 55°50′44″N 11°40′55″Ø / 55.84555°N 11.68182°Ø |                           | 306-22116-4                | Upload foto |
| Ellemosegård                                        |              | 1777         | Søndergade 23, 4534 Hørve            | 55°44′47″N 11°27′25″Ø / 55.74635°N 11.45702°Ø |                           | 306-7168-1                 | Upload foto |
| Ellemosegård                                        |              |              | Søndergade 23, 4534 Hørve            | 55°44′47″N 11°27′25″Ø / 55.74635°N 11.45702°Ø |                           | 306-7168-2                 | Upload foto |
| Gudmindrup                                          |              | 1936         | Gudmindrup Skovsti 15, 4573 Højby    | 55°54′15″N 11°31′56″Ø / 55.90409°N 11.53209°Ø |                           | 306-26347-1                | Upload foto |
| Gudmindrup                                          |              |              | Gudmindrup Skovsti 15, 4573 Højby    | 55°54′15″N 11°31′56″Ø / 55.90409°N 11.53209°Ø |                           | 306-26347-2                | Upload foto |
| Hytten                                              |              | 1885         | Højskolevej 17, 4534 Hørve           | 55°44′35″N 11°25′39″Ø / 55.74315°N 11.42758°Ø |                           | 306-2525-1                 | Upload foto |
| Højskolevej 21                                      |              | 1873         | Højskolevej 21, 4534 Hørve           | 55°44′35″N 11°25′36″Ø / 55.74302°N 11.42672°Ø |                           | 306-2527-1                 | Upload foto |
| Håndværkerskolen (tidl.)                            |              | 1880         | Højskolevej 19, 4534 Hørve           | 55°44′35″N 11°25′37″Ø / 55.74318°N 11.42698°Ø |                           | 306-2526-1                 | Upload foto |
| Klintegården                                        |              | 1917         | Klintvej 64, 4500 Nykøbing Sj        | 55°56′40″N 11°36′30″Ø / 55.94434°N 11.60839°Ø |                           | 306-29336-1                | Upload foto |
| Korshage Fjordvej 1                                 |              | 1960         | Korshage Fjordvej 1, 4581 Rørvig     | 55°58′04″N 11°46′27″Ø / 55.96778°N 11.77429°Ø |                           | 306-18422-1                | Upload foto |
| Korshage Fjordvej 1                                 |              |              | Korshage Fjordvej 1, 4581 Rørvig     | 55°58′04″N 11°46′27″Ø / 55.96778°N 11.77429°Ø |                           | 306-18422-2                | Upload foto |
| Korshage Fjordvej 1                                 |              | 1986         | Korshage Fjordvej 1, 4581 Rørvig     | 55°58′04″N 11°46′27″Ø / 55.96778°N 11.77429°Ø |                           | 306-18422-3                | Upload foto |
| Linneavej 5                                         |              | 1967         | Linneavej 5, 4583 Sjællands Odde     | 55°57′09″N 11°26′17″Ø / 55.95254°N 11.43808°Ø |                           | 306-31913-1                | Upload foto |
| Lodsoldermandens Hus                                |              | 1681         | Toldbodvej 73, 4581 Rørvig           | 55°56′44″N 11°45′58″Ø / 55.94557°N 11.76602°Ø |                           | 306-19276-1                | Upload foto |
| Lumsås Mølle                                        |              | 1834         | Lumsås Møllevej 6, 4500 Nykøbing Sj  | 55°56′24″N 11°30′59″Ø / 55.93989°N 11.51633°Ø |                           | 306-27556-1                | Upload foto |
| Peters Hus                                          |              | 1763         | Smedestræde 8, 4581 Rørvig           | 55°56′33″N 11°45′10″Ø / 55.94239°N 11.75281°Ø |                           | 306-18995-1                | Upload foto |
| Rødegård, Forpagterbolig under Dragsholm            |              | 1610         | Kolåsvej 10A, 4534 Hørve             | 55°46′58″N 11°24′02″Ø / 55.78268°N 11.40068°Ø |                           | 306-3442-1                 | Upload foto |
| Rørvig Mølle                                        |              | 1842         | Søndervangsvej 7, 4581 Rørvig        | 55°56′17″N 11°45′06″Ø / 55.93799°N 11.75167°Ø |                           | 306-19283-1                | Upload foto |
| Stenstrup Forsamlingshus                            |              | 1900         | Stenstrupvej 41, 4573 Højby          | 55°55′38″N 11°33′08″Ø / 55.92709°N 11.55231°Ø |                           | 306-26507-1                | Upload foto |
| Stenstrup Forsamlingshus                            |              | 1900         | Stenstrupvej 41, 4573 Højby          | 55°55′38″N 11°33′08″Ø / 55.92709°N 11.55231°Ø |                           | 306-26507-2                | Upload foto |
| Vallekilde Højskole                                 |              | 1865         | Højskolevej 9, 4534 Hørve            | 55°44′37″N 11°25′45″Ø / 55.74348°N 11.42925°Ø |                           | 306-2521-2                 | Upload foto |
| Vallekilde Højskole                                 |              | 1884         | Højskolevej 9, 4534 Hørve            | 55°44′37″N 11°25′45″Ø / 55.74348°N 11.42925°Ø |                           | 306-2521-3                 | Upload foto |
| Vallekilde Højskoles væve- og sløjdskole            |              | 1885         | Højskolevej 4, 4534 Hørve            | 55°44′37″N 11°25′41″Ø / 55.74366°N 11.42807°Ø |                           | 306-2516-1                 | Upload foto |